# Cale à poncer
Pour les articles homonymes, voir Cale.

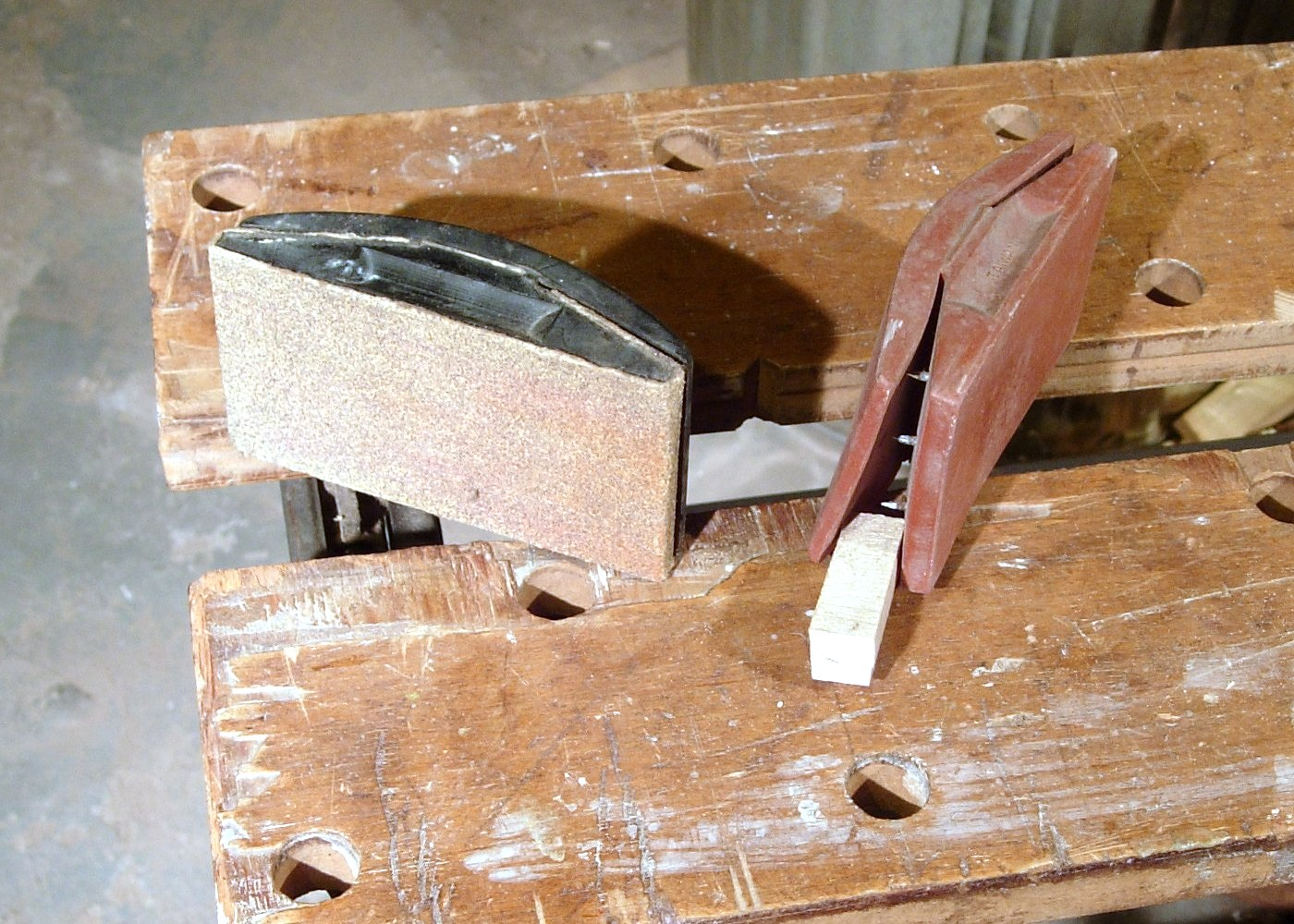
Deux cales à poncer entourées de papier abrasif.

Une cale à poncer est une pièce en bois, en liège, en plastique ou en caoutchouc servant à recevoir un abrasif afin de poncer à la main à plat d'une manière uniforme.
Il existe désormais des cales munis d'un Velcro autoagrippant pour un usage plus facile et rapide.

## Avantages
La cale à poncer a été conçue pour soulager la main du bricoleur, évitant des frottements répétés sur la surface à poncer.

## Inconvénients
Certaines cales à poncer sont lourdes et peuvent favoriser des douleurs musculaires.
Les cales à poncer ne remplacent pas le ponçage à la main pour le ponçage des angles.